# Новинки (Киржачский район)
Новинки — деревня в Киржачском районе Владимирской области России, входит в состав Кипревского сельского поселения. 

## География
Деревня расположена на берегу реки Шередарь в 20 км на юг от центра поселения деревни Кипрево и в 22 км на юго-восток от райцентра города Киржач.

## История
В XIX — начале XX века деревня входила в состав Фуниково-Горской волости Покровского уезда, с 1926 года — в составе Овчининской волости Александровского уезда. В 1859 году в деревне числилось 11 дворов, в 1905 году — 17 дворов, в 1926 году — 23 двора.

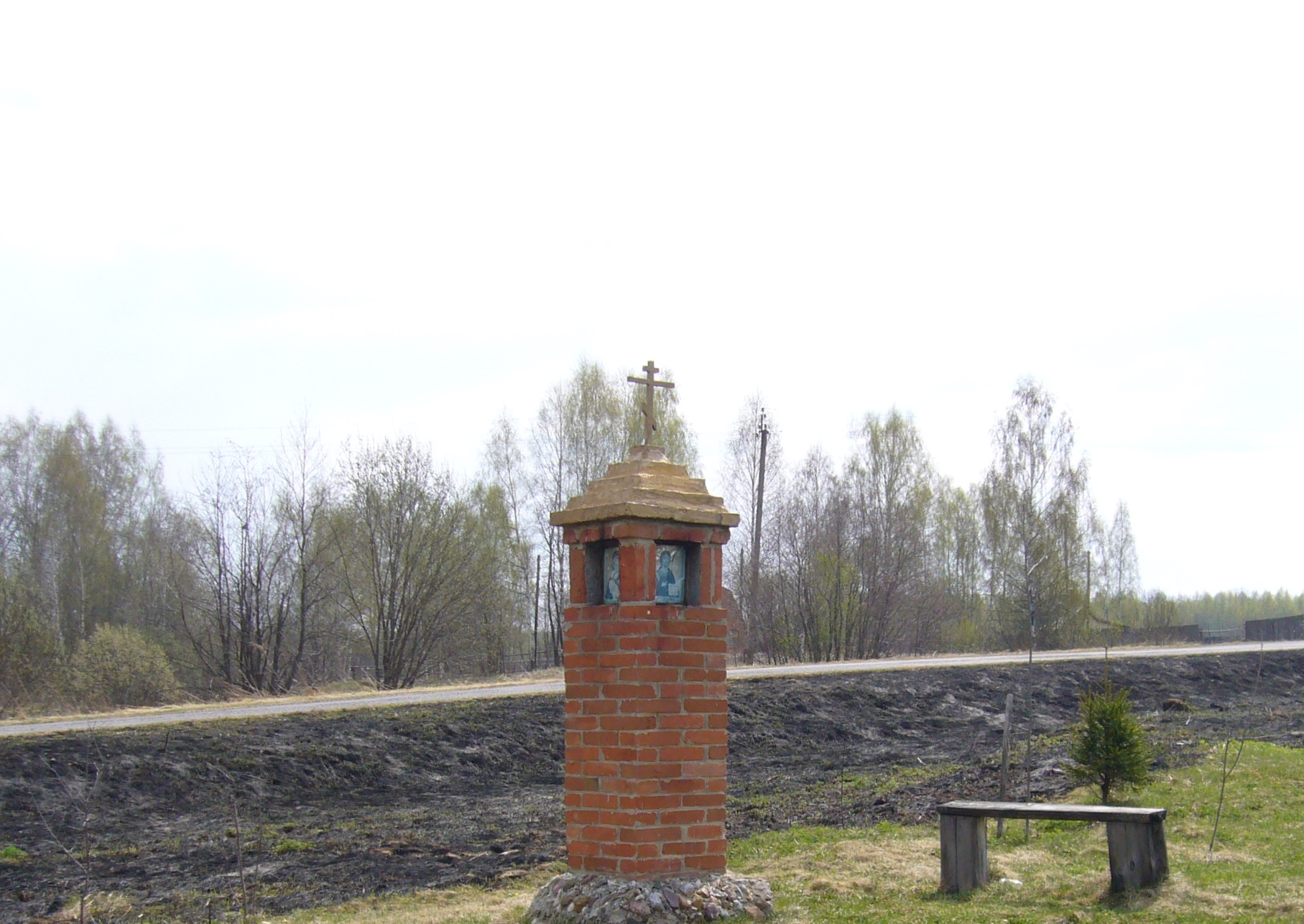
Часовенный столб в Новинках весной 2006 года

В Новинках в 1869 году была устроена деревянная часовня, в ней совершались всенощные службы 15 июля (28) июля и 15 августа (28) августа во имя мчч. Кирика и Иулитты и на Успение Пресв. Б-цы.. Старинная часовня до наших дней не сохранилась. В 1999 году построен кирпичный часовенный столб в честь св. мучеников Кирика и Иулитты, а внутри замурована капсула со списком всех жителей деревни Новинки на момент его установки.
С 1929 года деревня входила в состав Хмелевского сельсовета Киржачского района, с 1969 года — в составе Новоселовского сельсовета, с 2005 года — в составе Кипревского сельского поселения.

## Население
| 1859 | 1905 | 1926 | 2002 | 2010 | 2021 |
| ---- | ---- | ---- | ---- | ---- | ---- |
| 64   | ↗102 | ↘76  | ↘0   | →0   | →0   |